# Imperial Beach
Imperial Beach é uma cidade localizada no estado americano da Califórnia, no Condado de San Diego. Foi incorporada em 18 de julho de 1956.
É a cidade costeira mais ao sul da Califórnia e de toda a costa ocidental dos Estados Unidos. Fica na região de South Bay a 23 km ao sul do centro de San Diego e faz fronteira com Tijuana, no México. É conhecida pela extensa praia.

## História
Fundada em junho de 1887, Imperial Beach recebeu o nome inicial de Imperial County. A cidade começou como um refúgio costeiro para fazendeiros e proprietários de terras no Imperial Valley. Naquele mesmo ano, começaram a construção do grande Hotel del Coronado, e muitos dos 2.000 trabalhadores se estabelecendo lá. A cidade seria incorporada em 1956, operando seu próprio governo municipal, fornecendo serviço de bombeiros e policiamento pela formação de seu próprio departamento de polícia, mas eventualmente, anos depois, por meio da contratação de serviços por meio do Gabinete do Xerife do Condado de San Diego. Imperial Beach passou por uma reforma significativa nos últimos anos para se tornar mais amigável aos visitantes e comercialmente viável. Imperial Beach fica no território tradicional do povo Kumeyaay, que estabeleceu a vila de Alyshuwii.

## Geografia
Imperial Beach está localizada a 32° 34′ 42″ N, 117° 07′ 02″ O (32.578255, -117.117111), tornando-a a cidade mais a sudoeste dos Estados Unidos continentais. De acordo com o United States Census Bureau, a cidade tem uma área de 11,6 km², onde 10,8 km² estão cobertos por terra e 0,8 km² por água. A cidade ocupa o canto sudoeste extremo do território continental dos Estados Unidos: delimitada por Playas de Tijuana, Tijuana, México ao sul, Coronado, Califórnia e Baía de San Diego ao norte, San Diego ao leste e o Oceano Pacífico ao Oeste.

### Localidades na vizinhança
O diagrama seguinte representa as localidades num raio de 24 km ao redor de Imperial Beach.

## Demografia
Segundo o censo nacional de 2010, a sua população é de 26 324 habitantes e sua densidade populacional é de 2 443,21 hab/km². Possui 9 882 residências, que resulta em uma densidade de 917,18 residências/km². A composição racial da cidade era 62,6% branca (36,0% branca não hispânica), 4,4% afro-americana, 1,1% indígena americana, 6,6% asiática, 0,6% das ilhas do Pacífico, 6,6% duas ou mais raças. Hispânicos ou latinos de qualquer raça representavam 49,0% da população. O Censo relatou que 25.705 pessoas (97,6% da população) viviam em domicílios, 619 (2,4%) viviam em quartos de grupos não institucionalizados e 0 (0%) estavam institucionalizados.